# Tratado de Amiens (1802)
El Tratado de Amiens o Paz de Amiens fue un acuerdo que puso fin a la guerra entre el Reino Unido de Gran Bretaña e Irlanda y la Primera República francesa más sus aliados (España y la República Bátava), firmado en Amiens (Francia) el 25 de marzo de 1802.

## La diplomacia temprana

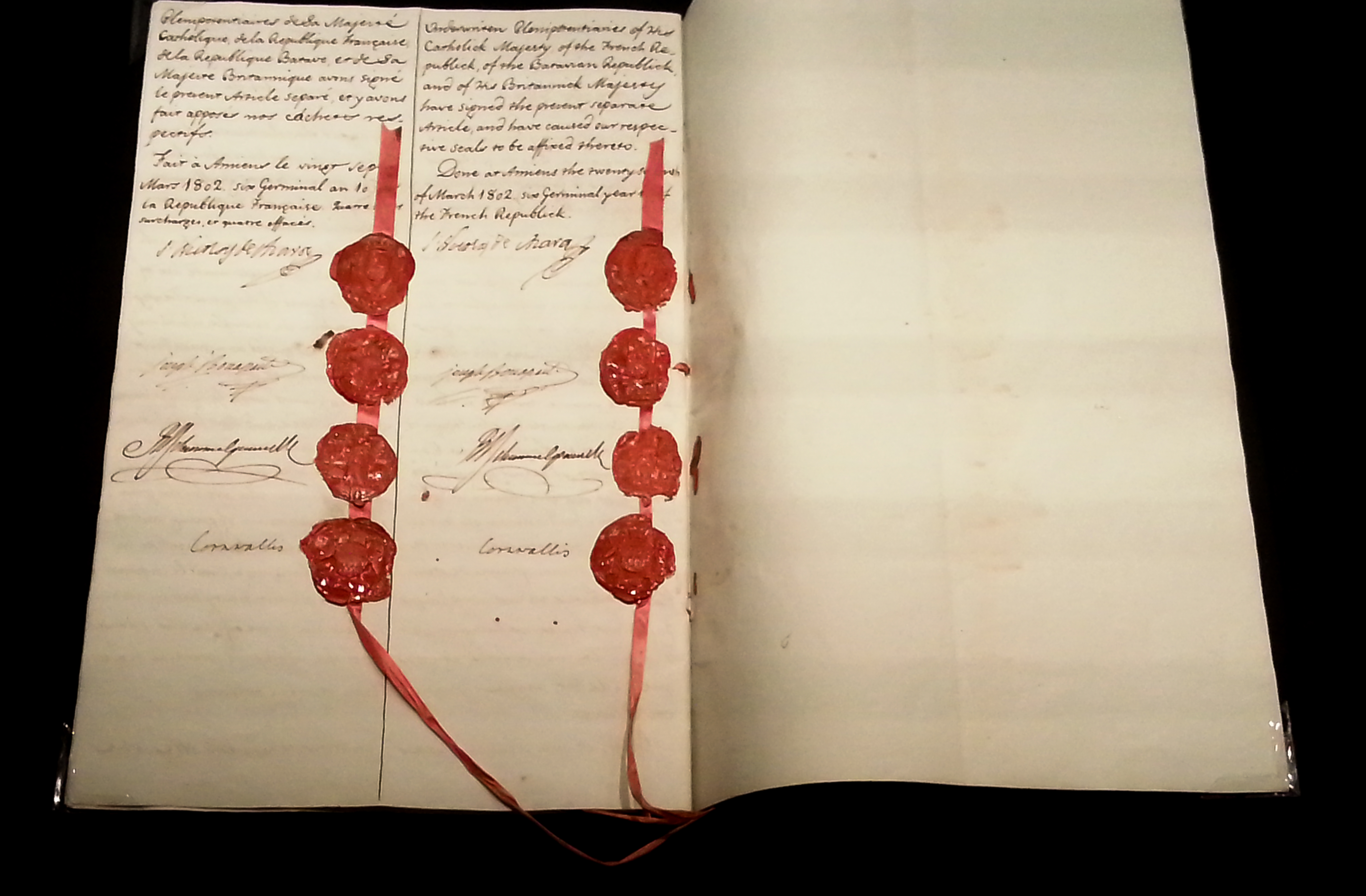
Página del tratado con los ocho sellos y correspondientes rúbricas de los firmantes.

La Guerra de la Segunda Coalición comenzó bien para la coalición, con éxitos en Egipto, Italia y Alemania. Después de las victorias de Francia en las batallas de Marengo y Hohenlinden, Austria, Rusia y Nápoles demandaron por la paz, con Austria eventualmente firmando el Tratado de Lunéville. La victoria de Horatio Nelson en la batalla de Copenhague el 2 de abril de 1801 detuvo la creación de la Liga de la Neutralidad Armada y condujo a un alto al fuego negociado.
El primer cónsul francés, Napoleón Bonaparte, primero hizo las ofertas de la tregua al secretario extranjero británico William Grenville ya en 1799. Debido a la dura postura de Grenville y al primer ministro William Pitt (el Joven), su desconfianza de Bonaparte, y defectos evidentes en las propuestas, fueron rechazados de antemano. Sin embargo, Pitt renunció en febrero de 1801 por cuestiones domésticas y fue reemplazado por el más complaciente Henry Addington. En este punto, de acuerdo con Schroeder, Reino Unido fue motivado por el peligro de una guerra con Rusia.
El secretario de Relaciones Exteriores de Addington, Robert Jenkinson, abrió inmediatamente las comunicaciones con Louis Guillaume Otto, el comisario francés de prisioneros de guerra en Londres, a través del cual Bonaparte había hecho sus propuestas anteriores. Hawkesbury declaró que quería abrir los debates sobre las condiciones para un acuerdo de paz. Otto, generalmente bajo instrucciones detalladas de Bonaparte, entabló negociaciones con Hawkesbury a mediados de 1801. Descontento con el diálogo con Otto, Hawkesbury envió al diplomático Anthony Merry a París, quien abrió una segunda línea de comunicaciones con el ministro francés de Asuntos Exteriores Charles Maurice de Talleyrand. A mediados de septiembre, las negociaciones escritas habían progresado hasta el punto en que Hawkesbury y Otto se reunieron para redactar un acuerdo preliminar. El 30 de septiembre firmaron el acuerdo preliminar en Londres; que se publicó al día siguiente.
Los términos del acuerdo preliminar requerían que Gran Bretaña restaurara la mayor parte de las posesiones coloniales francesas que había capturado desde 1794, evacuara Malta y se retiraría de otros puertos mediterráneos ocupados. Malta debía ser restaurada a la Orden de San Juan, cuya soberanía debía ser garantizada por una o más Potencias que se determinarían en la paz final. Francia debía restaurar Egipto a control otomano, retirarse de la mayor parte de la península italiana y acordar preservar la soberanía portuguesa. Ceilán, anteriormente un territorio neerlandés, debía permanecer con los británicos, y los derechos pesqueros de Terranova debían ser restaurados a la condición de antes de la guerra. Reino Unido también debía reconocer la República de las Siete Islas establecida por Francia en las islas del Mar Jónico que ahora forman parte de Grecia. A ambas partes se les debería permitir el acceso a los puestos avanzados en el Cabo de Buena Esperanza. En un golpe a España, el acuerdo preliminar incluía una cláusula secreta en la que Trinidad (otrora isla de la Capitanía general de Venezuela) debía permanecer con Reino Unido.
Las noticias de la paz preliminar fueron recibidos en Reino Unido con iluminaciones y fuegos artificiales. La paz, se pensaba en Reino Unido conduciría a la retirada del impuesto sobre la renta impuesto por Pitt, a una reducción de los precios de los cereales y a una reactivación de los mercados.

## Negociaciones finales

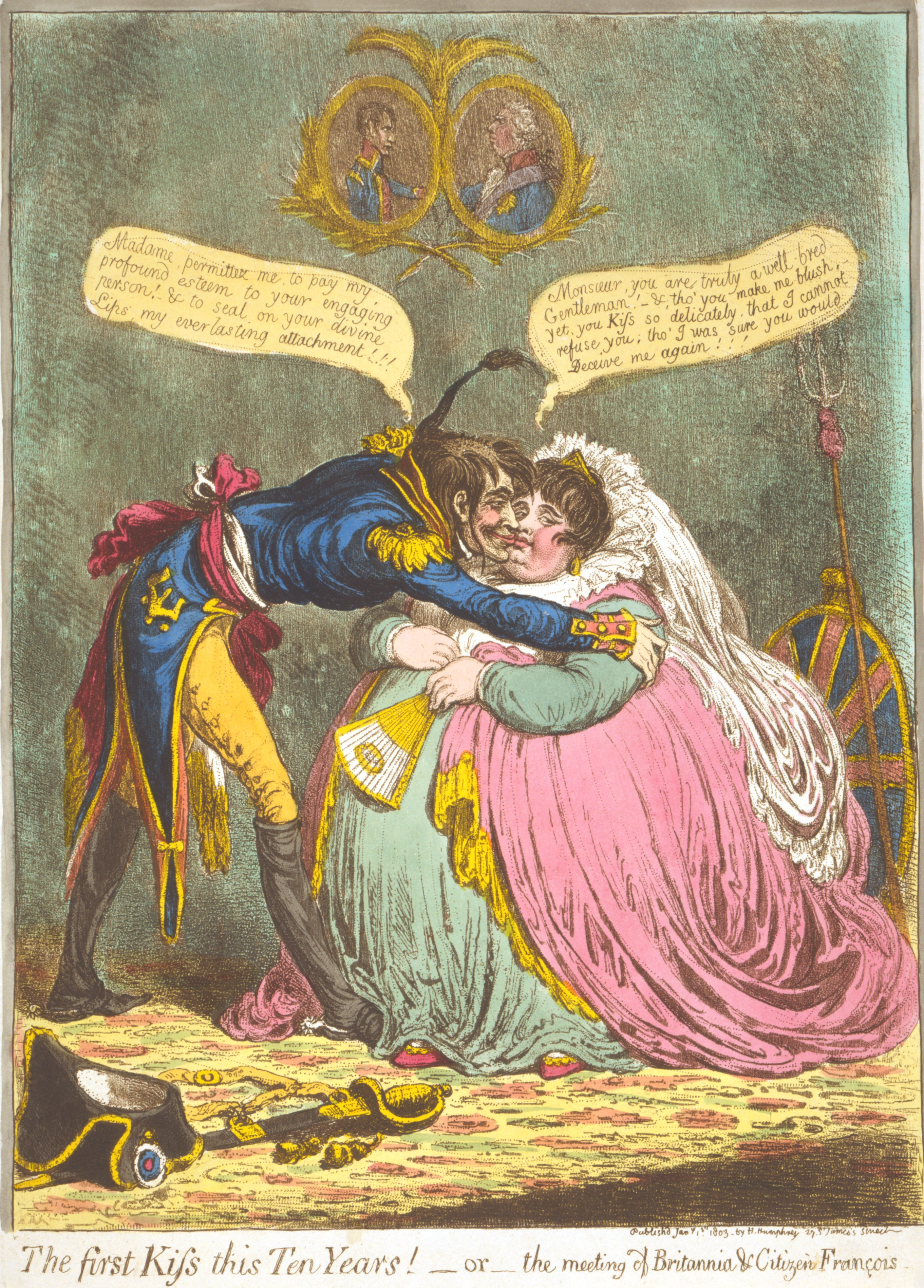
Caricatura de James Gillray titulada The first Kiss this Ten Years! —or—the meeting of Britannia & Citizen François.

En noviembre de 1801, el marqués Charles Cornwallis fue enviado a Francia con poderes plenipotenciarios para negociar un acuerdo final. La expectativa entre la población británica de que la paz estaba a la mano ejerció una enorme presión sobre Cornwallis, algo que Bonaparte comprendió y aprovechó. Los negociadores franceses, el hermano de Napoleón, José y Talleyrand, cambiaron constantemente sus posiciones, dejando a Cornwallis para escribir: "Lo siento como la circunstancia más desagradable de este desagradable negocio que, después de haber obtenido su aquiescencia en cualquier punto, Que finalmente se ha resuelto y que no se apartará de él en nuestra próxima conversación. La República holandesa de Batavia, cuya economía dependía del comercio que había sido arruinada por la guerra, designó a Rutger Jan Schimmelpenninck, su embajador en Francia, para representarlos en las negociaciones de paz; Llegó a Amiens el 9 de diciembre. El papel holandés en las negociaciones estuvo marcado por la falta de respeto por parte de los franceses, que los consideraban un cliente "vencedor y conquistado" cuyo gobierno actual "les debía todo". Schimmelpenninck y Cornwallis negociaron acuerdos sobre el estatus de Ceilán (para permanecer británico), el Cabo de Buena Esperanza (para ser devuelto a los holandeses, pero abierto a todos), y la indemnización de la Casa de Orange-Nassau depuesta por sus pérdidas. Sin embargo, José Bonaparte no estuvo de acuerdo inmediatamente con sus términos, presumiblemente necesitando consultar con el primer cónsul sobre el asunto.
En enero de 1802, Napoleón Bonaparte viajó a Lyon para aceptar la presidencia de la República Italiana, una república cliente francesa nominalmente independiente que cubrió el norte de Italia y se había establecido en 1797. Esta ley violó el Tratado de Lunéville, en el que Bonaparte acordó garantizar la independencia de la República Italiana y otras repúblicas clientes. También continuó apoyando el golpe de Estado reaccionario del general francés Pierre Augereau, del 18 de septiembre de 1801, en la República de Batavia, y su nueva constitución, ratificada por una elección simulada, que la acercó a su socio dominante.

## Acuerdos

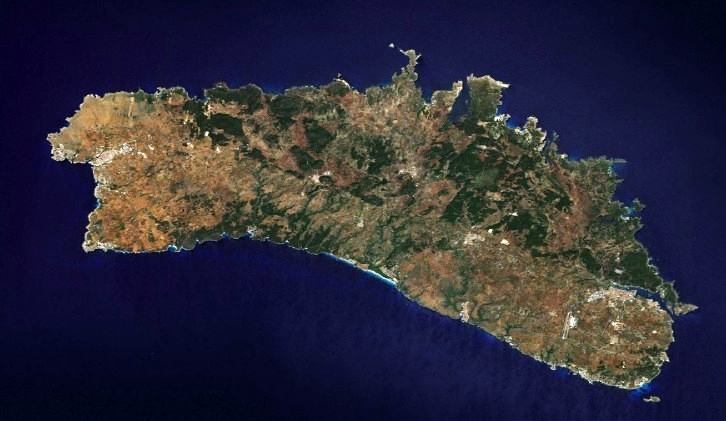
Vista por satélite de la isla de Menorca. Fue uno de los territorios que cambió de posesión, concretamente fue transferido de manera definitiva de manos inglesas a manos españolas, poniendo fin al dominio británico de la isla.

En dicho tratado, además de confirmar "paz, amistad y buena inteligencia" se estableció:
1. Acuerdo para la liberación de prisioneros de guerra.
2. El Reino Unido devolvió la colonia de El Cabo a la República Bátava. El acuerdo no se materializó hasta 1803 y en 1806 los británicos recuperaron la posición.[3]
3. El Reino Unido devolvió la mayor parte de las Indias Orientales Neerlandesas a la República Bátava.
4. El Reino Unido devolvió la Guayana Neerlandesa a la República Bátava.
5. La retirada francesa y británica de Egipto y su devolución al Imperio Otomano.
6. La restitución por parte de Reino Unido de todas las conquistas hechas a Francia y sus países aliados, excepto Ceilán (actual Sri Lanka) y la isla de Trinidad y Tobago. La isla de Menorca sería devuelta a España y la Isla de Elba cedida a Francia. Los británicos se retractaron de la devolución de Menorca a España, pero cuando quisieron retomarla, ya estaban los españoles fuertemente armados en la isla.[4]
7. La evacuación de Nápoles y los Estados Pontificios por parte de Francia.
8. Fijación del río Araguari como frontera entre la Guayana Francesa y la Guayana portuguesa.
9. La devolución de la isla de Malta, Gozo y Comino a los Caballeros Hospitalarios. Todas estas islas fueron declaradas neutrales. Reino unido no cumplió esta parte del tratado. Manteniendo su dominio sobre estas islas. Confirmado por el Congreso de Viena.

## Consecuencias
El tratado, que significó el colapso final de la Segunda Coalición, dejó sin solucionar cuestiones muy importantes, por lo que la paz duró tan solo un año: el Reino Unido organizaría la Tercera Coalición, declarando la Guerra a la Primera República Francesa el 18 de mayo de 1803 tras la llegada al poder de William Pitt (el Joven).

## Delegaciones
A la firma del acuerdo comparecieron Charles Cornwallis en nombre de Jorge III del Reino Unido, José Bonaparte por la República francesa, José Nicolás de Azara, consejero de Estado de España en nombre de Carlos IV, y Roger Jean Schimmelpenninck, embajador de la República Bátava. Supuso además, para España, la recuperación final de la isla de Menorca y la pérdida final de la isla de Trinidad.